# Rue Mouton-Duvernet
Pour les articles homonymes, voir Mouton-Duvernet (homonymie), Mouton (homonymie) et Duvernet.
La rue Mouton-Duvernet est une voie du 14e arrondissement de Paris, en France.

## Situation et accès
La rue Mouton-Duvernet est une voie publique située dans le 14e arrondissement de Paris. Elle débute au 36, avenue du Général-Leclerc et se termine rue Gassendi.

## Origine du nom
Elle porte le nom du baron Régis Barthélemy Mouton-Duvernet (1769-1816), général de division français, rallié à Napoléon Ier au moment des Cent-Jours et, pour ce motif, fusillé en 1816.

## Historique
Ancienne voie de la commune de Montrouge, ouverte en 1838 et alors appelée « rue Montyon » dans la section comprise entre l'avenue d'Orléans (actuelle avenue du Général-Leclerc) et l'avenue du Maine, et « rue du Géorama » dans celle comprise entre cette dernière avenue et la rue Didot. Elle prend son nom actuel le 24 août 1864.
La rue du Géorama lui fut annexée en 1880 avant de prendre, en 1946, le nom de « rue Maurice-Ripoche ».
En juillet 2024, la section située entre la rue Pierre-Castagnou et rue Saillard devient l'allée Françoise-d'Eaubonne, piétonne et végétalisée.

## Élément remarquable
- En décembre 2024, sur la façade sud de l'école primaire Agnès-Varda, faisant face à la place Jacques-Demy, une peinture murale (Peau d'âne, Les Parapluies de Cherbourg, Les Demoiselles de Rochefort) est réalisée comme projet du conseil de quartier Mouton-Duvernet du 14e arrondissement par la street-artiste Alice Wietzel, en hommage au cinéaste-réalisateur Jacques Demy.

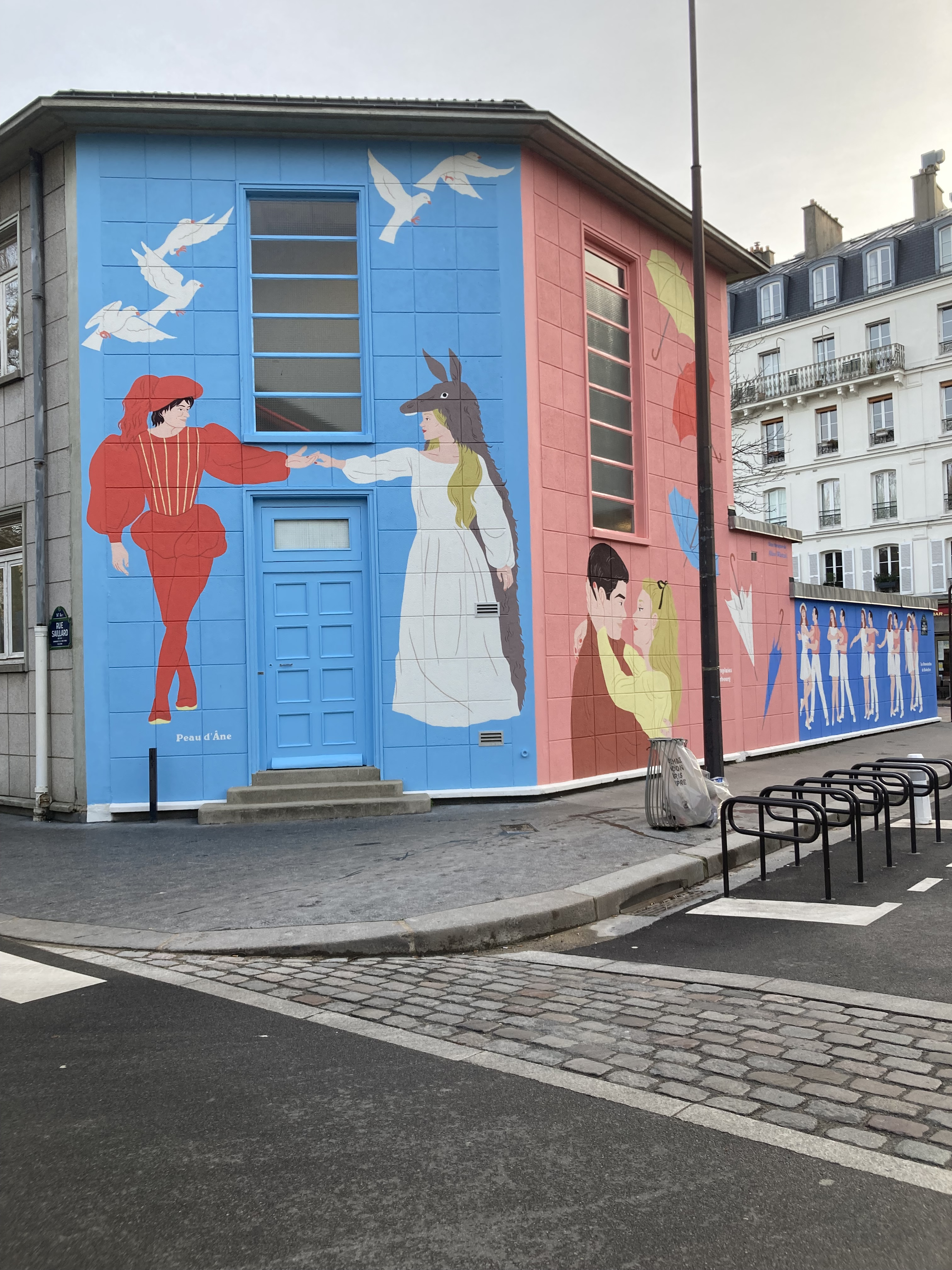
Peinture murale sur l'école primaire Agnès-Varda.